# باشگاه ورزشی هورایزن پاتو
باشگاه ورزشی هورایزن پاتو یک باشگاه فوتبال در کالدونیای جدید است، که در سوپر لیگ کالدونیای جدید رقابت می‌کند.
ورزشگاه این باشگاه، لا روچی است که در جزیره ماره قرار دارد.